# セメンタイト

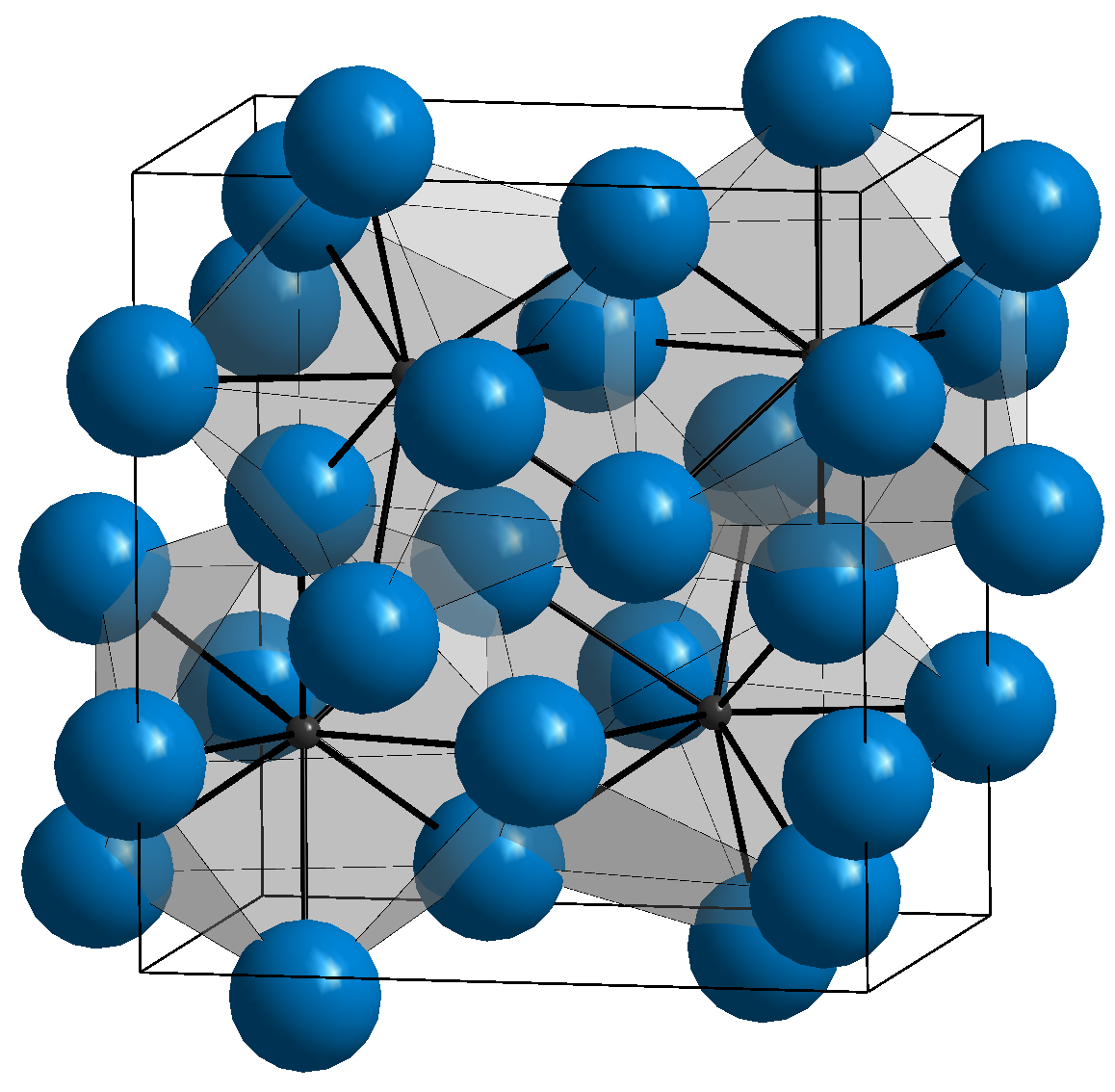

セメンタイト（cementite）とは、鉄カーバイド（Fe3C 鉄炭化物）の組織である。アメリカの冶金学者ヘンリー・マリオン・ハウ(Henry Marion Howe)により命名された。現在ではあまり使用されないが、日本の冶金学者本多光太郎による脆面体という漢字の当て字がある。
非常に硬く（ビッカース硬度は約1340HV）、脆い組織で腐食しにくい。金属と非金属の化合物であり、セラミックスの一種である。融解した銑鉄を急冷すると、主成分がセメンタイトである白銑鉄となる。
結晶構造は斜方晶であり、鉄に囲まれた中央部分にCが位置する。
Fe-C系2元合金において、FeとCが結合できる範囲は、セメンタイトの炭素量の6.7[質量%]までである。それ以上は炭素がグラファイトとして分離する。

## 熱処理によるセメンタイトの析出の違い
亜共析鋼においては、炭素を多く固溶したオーステナイトの組織を冷却すると、まずオーステナイトの結晶粒界にあまり炭素を固溶しないフェライトが析出する。このフェライトは初析フェライトと呼ばれる。そして727℃以下になると、残存していたオーステナイトは、共析変態を起こしてフェライトとセメンタイトの2相混合物である、層状の構造を持つパーライト組織が形成される。よって、亜共析鋼は初析フェライト+パーライトの組織となる。
Fe-C系2元合金においてC=0.77[質量%]の時（共析鋼の時）、オーステナイトの組織から727℃以下に徐冷すると、フェライトとセメンタイトの2相混合物である、層状の構造を持つパーライトができる。
過共析鋼においては、オーステナイトの組織から冷却すると、オーステナイトの結晶粒界に初析セメンタイトが析出する。そして727℃以下になると、残存していたオーステナイトは、パーライトに変態する。よって、過共析鋼は初析セメンタイト+パーライトの組織となる。